# Roger Fenonjois
Roger Fenonjois (1920 – 2002) è stato un ballerino, coreografo, direttore artistico e maestro di balletto francese, Danseur Étoile del balletto dell'Opéra di Parigi dal 1946 al 1948.

## Biografia
Roger Fenonjois cominciò a studiare alla scuola di danza dell'Opéra di Parigi nel 1931 e cinque anni più tardi si unì al Balletto dell'Opéra di Parigi. Apprezzato per la tecnica ferrea, fu promosso al rango di primo ballerino nel 1942 e a quello di danseur étoile nel 1946, ma dopo soli due anni lasciò Parigi per il Sudamerica. Tra il 1949 e il 1951 fu maestro di balletto al Teatro Sodre di Montevideo, a cui seguirono due anni come maître de ballet del Grand Théâtre de Bordeaux dal 1952 al 1954. Tra il 1954 e il 1956 tornò ad insegnare a Montevideo, mentre tra il 1956 e il 1957 fu nuovamente maestro di balletto a Bordeaux.
Parallelamente all'attività di ballerino e all'insegnamente, Fenonjois lavorò come coreografo: nel 1949, ad esempio, il suo balletto Quadrille fece il suo debutto all'Opéra Garnier. In Perù fondò l'Istituto Coreografico Franco-Peruviano, il Conservatorio San Marcos di Lima e poi il balletto nazionale peruviano, di cui fu direttore artistico per quindici anni.